# Songs in Red and Gray
Albums de Suzanne Vega
Nine Objects of Desire Beauty & Crime
Songs in Red and Gray est le sixième album de Suzanne Vega. Il sort en 2001, après le divorce entre Vega et son mari le producteur Mitchell Froom. Les chansons témoignent de cette rupture : la plupart ont pour sujet la fin du mariage. Musicalement, l'album signe la fin de sa période expérimentale, qui s'était étendue sur ses deux albums précédents, 99.9F° et Nine Objects of Desire ; le son de cet album est plus proche de celui de sa première période.

## Titres
Toutes les chansons sont écrites et composées par Suzanne Vega, sauf Jack Hardy.
| No  | Titre                           | Durée |
| --- | ------------------------------- | ----- |
| 1.  | Penitent                        | 4:16  |
| 2.  | Widow's Walk                    | 3:33  |
| 3.  | (I'll Never Be) Your Maggie May | 3:47  |
| 4.  | It Makes Me Wonder              | 4:00  |
| 5.  | Soap and Water                  | 3:03  |
| 6.  | Songs in Red and Gray           | 4:18  |
| 7.  | Last Year's Troubles            | 3:35  |
| 8.  | Priscilla                       | 4:14  |
| 9.  | If I Were a Weapon              | 2:45  |
| 10. | Harbor Song                     | 4:18  |
| 11. | Machine Ballerina               | 2:57  |
| 12. | Solitaire                       | 2:10  |
| 13. | St. Clare                       | 2:30  |

## Musiciens
- Suzanne Vega - voix, guitare acoustique
- Rupert Hine - programmation des percussions, guitare basse, piano, cors, claviers, percussion, instruments à vent, percussion orchestrale
- Nick Hugh - programmation des percussions, synthétiseur
- Gerry Leonard - guitares électriques, guitare acoustique, mandoline, cithare, dulcimer
- Elizabeth Taubman - chœurs
- Matt Johnson - percussions
- Mike Visceglia - guitare basse
- Jay Bellerose - percussions
- Doug Yowell - percussions
- Pamela Sue Man - chœurs